# Stock (Spirituosen)

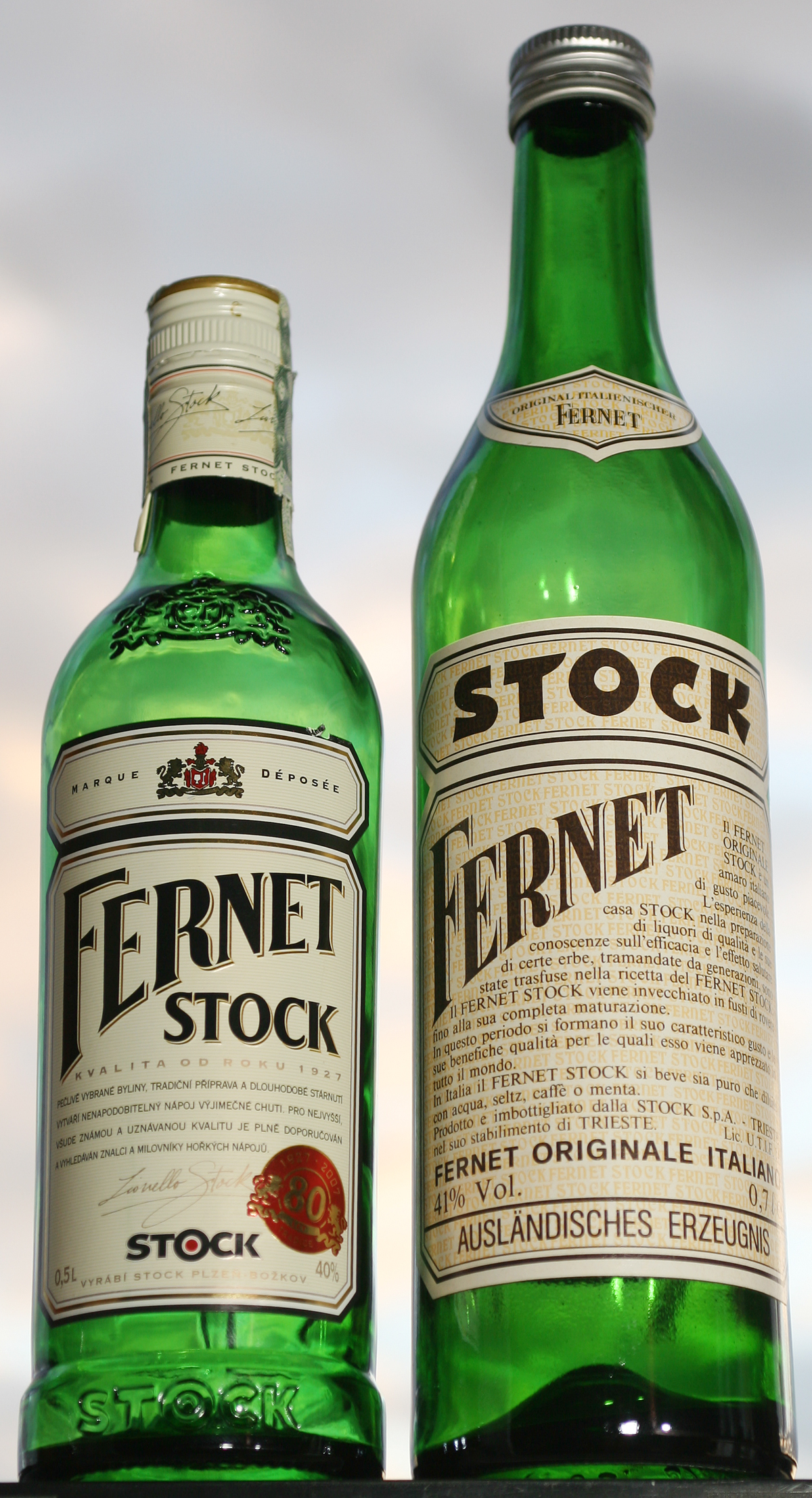
Fernet Stock wird in Tschechien (links) und Italien hergestellt.

Stock ist ein tschechischer Spirituosenhersteller.

## Geschichte
Die Firma Stock wurde 1884 von Lionello Stock in der zu Österreich-Ungarn gehörenden Hafenstadt Triest unter dem Namen Camis & Stock gegründet. 1920 kaufte Stock eine bestehende Likörfabrik im bei Pilsen liegenden böhmischen Boschkau auf und nannte sie in Stock Cognac Medicinal um. Nachdem anfänglich nur aus Italien angelieferte Getränke abgefüllt wurden, ging er bald zur Herstellung von Brandy und ab 1927 von Fernet, einem Bitterlikör, über.
Der tschechische Teil des Unternehmens wurde nach der deutschen Besetzung 1939 als jüdisches Eigentum eingezogen. Statt einer 1947 zugesagten Rückgabe kam es 1948 zur Enteignung und Umwandlung in einen Staatsbetrieb. Nach dem Ende der kommunistischen Herrschaft in der Tschechoslowakei wurde Stock zu einem selbständigen Aktienunternehmen, bei dem das italienische Stammhaus als früherer Eigentümer 1993 die Aktienmehrheit übernahm. 1995 kaufte der Eckes-Spirituosenkonzern die Stock-Gruppe. Der tschechische Teil von Stock ist heute der größte Hersteller von Spirituosen des Landes.
Seit Sommer 2007 gehört die Stock-Gruppe, deren Produktpalette u. a. Keglevich Vodka und Limoncé umfasst, dem US-Konzern Oaktree Capital Management.
Neben Spirituosen ist Fernet Stock, den es auch als Fernet Stock Citrus gibt, der größte Umsatzbringer des Unternehmens. Beide Firmenteile vertreiben in Italien und Tschechien gleiche Produkte zum Teil in unterschiedlicher Aufmachung.
Die Stock-Weinbrennerei mit Sitz in Linz erhielt 1983 das Staatswappen verliehen. In Österreich arbeiteten Stock und Eckes AG ab 1995 zusammen. Das führte zur Fusion von Stroh und Stock zuerst unter dem Namen Stock & Stroh und ab 1998 Stroh Austria, die später vollständig in die Hand von Eckes kam. Mit Schlumberger wurde eine gemeinsame Vertriebsgesellschaft Top Spirit 1999 gegründet. 2001 verlegte Stock Austria den Firmensitz von Linz nach Wien.
2007 verkaufte die Eckes AG alle Beteiligungen im Spirituosensegment, um fortan auf Fruchtgetränke (z. B. Granini) zu setzen. Der neue Eigentümer Oaktree Capital Management gründete die Stock Spirits Group und kaufte im Sommer die Stock Austria GmbH. Am 13. August 2008 übernahm der langjährige Geschäftsführer der Stock Austria GmbH, Harold Burstein, das Unternehmen im Zuge eines Management-Buyouts zu 100 Prozent. Der neue Alleineigentümer Burstein kaufte das Unternehmen mit den erfolgreichen Spirituosenmarken STROH, Mautner, Bouchet und Charly's und auch die gesamte Produktionsstätte von STROH in Klagenfurt von den bisherigen Eigentümern.
Am 22. Oktober 2013 ging die Stock Spirits Group PLC an die Börse London, der Ausgabepreis betrug 2,35 Pfund. Die Aktie wird unter der ISIN GB00BF5SDZ96 gehandelt.